# Bibliothèque Stanislas (Nancy)
 (février 2024).
Si vous disposez d'ouvrages ou d'articles de référence ou si vous connaissez des sites web de qualité traitant du thème abordé ici, merci de compléter l'article en donnant les références utiles à sa vérifiabilité et en les liant à la section « Notes et références ».
La bibliothèque Stanislas est le siège de la bibliothèque municipale de Nancy (BMN), qui est une bibliothèque classée.
Fondée en 1750 par le roi Stanislas, elle abrite des collections spécialisées concernant la Lorraine, le dépôt légal imprimeur (DLI), un fonds d'étude et un fonds de documents anciens, rares et précieux qui s’enrichit par des achats, dons et legs : plus de 4 000 manuscrits anciens et contemporains, plus de 300 incunables, 400 000 livres, 15 000 cartes postales, dessins et gravures, 2 500 cartes, en tout près de 500 000 documents.
Enfin, elle alimente la bibliothèque numérique Limédia pour les sites Galeries (documents patrimoniaux, excepté la presse) et Kiosque (journaux anciens). Cette bibliothèque en ligne est éditorialisée : cartes, histoires, albums, etc.

## Histoire

### Fondation de la Bibliothèque (1750-1802)
Stanislas Leszczynski, roi de Pologne et duc de Lorraine et de Bar, est à l'origine de la fondation de la bibliothèque royale par l'édit du 28 décembre 1750. L'édit de création régit de nombreux aspects, depuis l'installation dans la Galerie des Cerfs au palais des ducs de Lorraine jusqu'aux horaires d'ouverture. C'est une bibliothèque publique, une des rares créées à cette époque, et le siège de l'Académie de Stanislas.
Le duc souhaite d'abord créer une académie, mais son intendant, Antoine-Martin Chaumont de La Galaizière, n'en veut pas, craignant une résistance face à la future annexion de la Lorraine par la France. Créer cette bibliothèque est, pour Stanislas Leszczynski, une manière détournée de réaliser son projet puisque la bibliothèque attribue des prix littéraires et scientifiques.
En 1763, elle déménage une première fois à l'hôtel de ville, dans le salon carré inauguré quelques années auparavant.

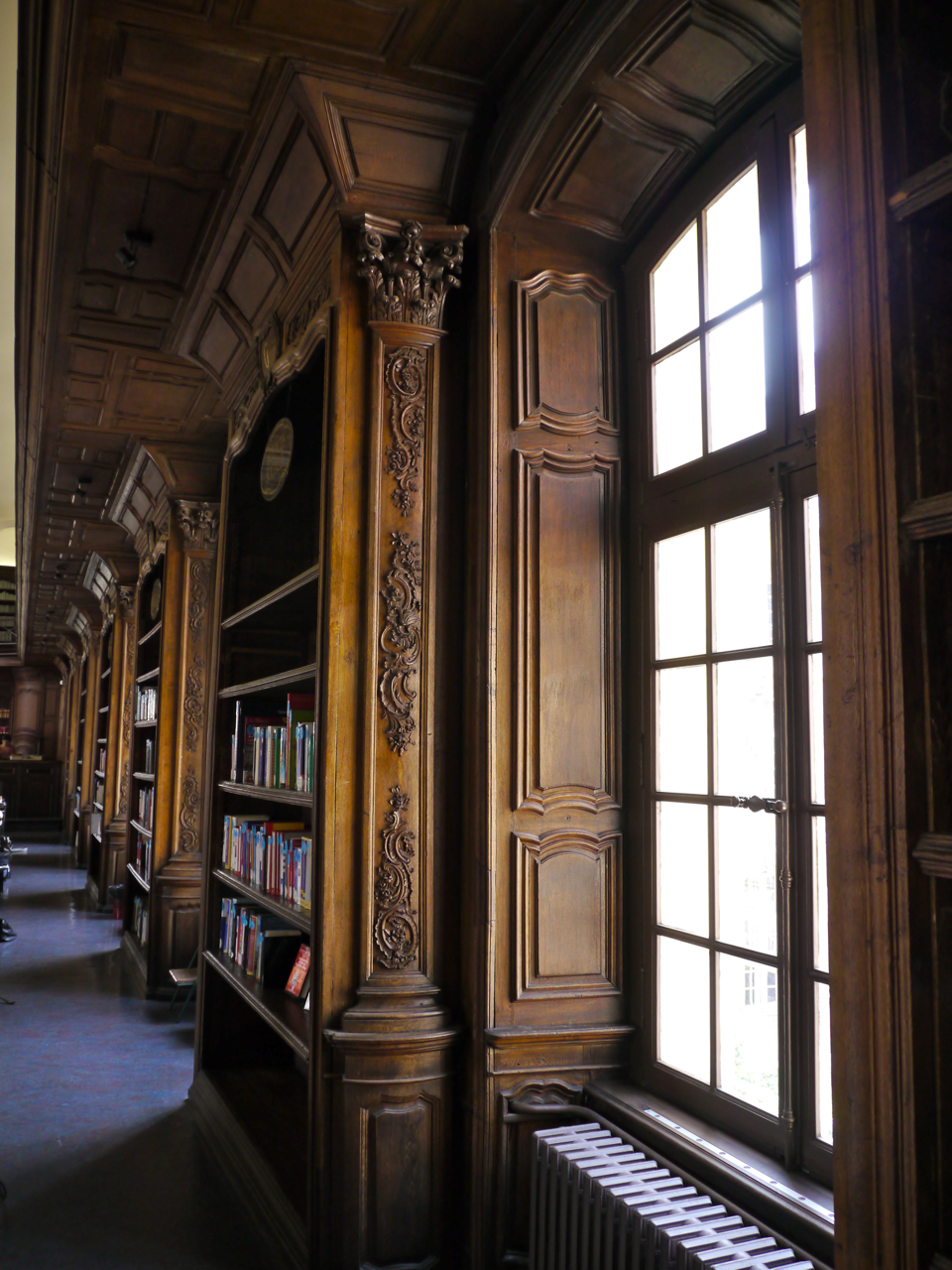
Boiseries de la bibliothèque municipale, provenant de l'université de Pont-à-Mousson.

Parallèlement, Nancy se dote d'une université après la fermeture de celle de Pont-à-Mousson en 1768, due à l'expulsion des Jésuites. Les travaux commencent en 1770, sous la direction de Charles-Louis de Montluisant, chargé de construire un bâtiment en fonction des boiseries de l'ancienne université de Pont-à-Mousson, qui sont transportées par bateau, et installées au premier étage de l'Université en 1775.
La Révolution française réunit ces deux destins. Après les confiscations des biens du clergé, les révolutionnaires amassent les livres des 120 maisons religieuses visitées, et se heurtent à un problème de place. Ils ont l'idée de les entreposer à l'Université qui est vide, puisque la Révolution a fait fermer toutes les facultés. Ainsi, la bibliothèque municipale se créée au début du XIXe siècle et compte 15 000 à 20 000 ouvrages, rescapés des pertes nombreuses de la période révolutionnaire (élimination des doublons par les bibliothécaires, pillages, ventes...).

### L'essor de la bibliothèque municipale (1803-1922)
En 1803, le bâtiment et l'institution reviennent en totalité à la municipalité de Nancy.
La salle de lecture, située dans l'aile gauche au premier étage, n'ouvre que trois jours par semaine, et le recensement des ouvrages saisis à la Révolution n'est achevé qu'en 1837. Les usagers sont reçus dans une petite salle de lecture d’une vingtaine de places à l’entrée de la salle des boiseries "fermée au public, sinon pour des visites de type muséal, car elle sert de magasin principal de livres".
Confiée aux soins d'Hubert-Félix Soyer-Willemet, la bibliothèque apparaît comme un lieu renfermé sur ses trésors, ce qui est fustigé par la presse locale de l'époque,. Si l'Université déménage définitivement au Palais universitaire, le rez-de-chaussée demeure cependant occupé jusqu'à la création de la Galerie Poirel par des manifestations sans rapport avec la bibliothèque.
"La création d’une université à Nancy (1850) puis l’arrivée massive de réfugiés alsaciens-mosellans entre 1871 et 1873 transforment le paysage intellectuel local : il y a désormais davantage de « travailleurs du savoir » qui ont besoin à la fois de documentation actualisée et d’un lieu d’étude. La bibliothèque publique, tout indiquée pour jouer ce rôle, s’adapte une première fois en aménageant en rez-de-chaussée la grande salle polyvalente (ayant servi pour des meetings politiques ou des banquets républicains) en salle de lecture dotée d’une centaine de places et d’un éclairage au gaz." Dans ce contexte, la longue carrière de Justin Favier à la tête de la bibliothèque, de 1883 à 1922, signe véritablement son âge d'or, avec notamment l'installation au rez-de-chaussée de cette salle de lecture ultra-moderne, fréquentée par Maurice Barrès et Christian Pfister.
"Dès 1909, les locaux sont qualifiés de trop exigus. Un rapport de l’inspection préconise l’installation dans la salle des boiseries de rayonnages en fer pour créer des linéaires supplémentaires. La fréquentation de la salle de lecture est saturée pratiquement chaque jour durant l’année universitaire, car la bibliothèque s’ouvre progressivement aux enseignantes et enseignants des premier et second degrés, des écoles professionnelles, mais aussi aux élus et à une quantité toujours plus importante de professions juridiques, administratives et de services."

### Les travaux de rénovation des années Trente
"C’est en 1929 que le comité de surveillance et d’acquisition de la bibliothèque soumet à la municipalité, sa tutelle, un projet audacieux de réaménagement qui est finalement accepté et mis en œuvre. Deux ans durant, les collections sont tout d’abord déménagées, puis les locaux entrent dans les phases de travaux les plus importantes jamais connues.

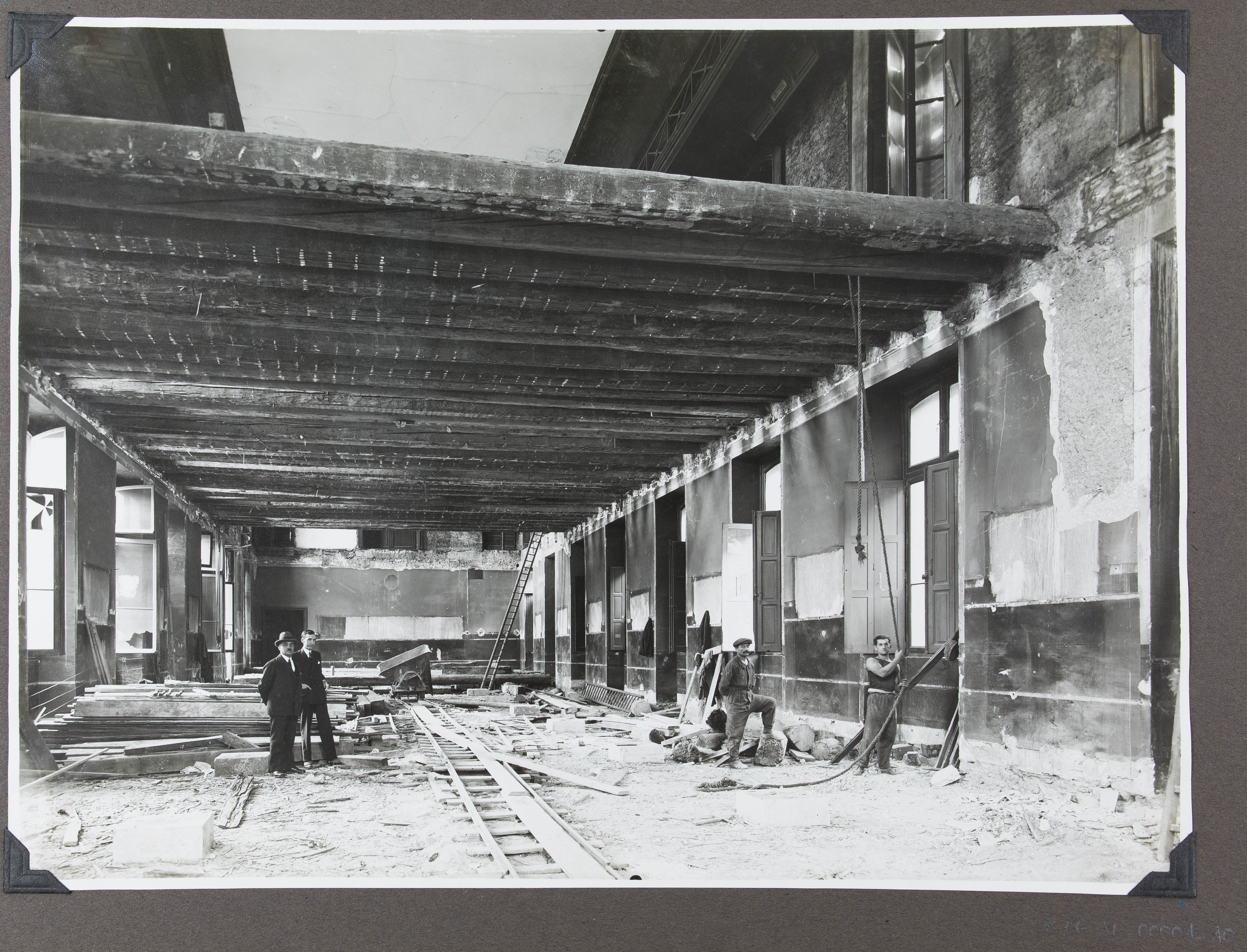
Travaux de rénovation en 1930.

La salle des boiseries devient la salle de lecture principale, dotée de 160 places. On lui adjoint une « salle des travailleurs » de 60 places, ouverte seulement en 1934 dans la salle conservant le buste du roi Stanislas. Les armoires et la corniche sont rénovées pour accueillir un éclairage électrique. Le sol est démoli pour la pose d’un plancher en béton armé qui sera aussi le plafond du niveau inférieur, et un tapis de caoutchouc de 5 mm est déroulé pour assurer le confort auditif des utilisateurs. Aile Dombasle, une estrade est prévue pour la présidence de salle et l’accès aux nécessités logistiques : monte-livres électrique, monte-charges, escalier de fer. Au premier étage de l’aile Visitation, à droite de l’escalier, sont localisés un vestiaire et des commodités d’une capacité suffisante pour le public attendu.
La salle du rez-de-chaussée devient le magasin à livres principal, d’une capacité estimée alors à 6 km linéaires ou 200 000 ouvrages. (...). D’autres aménagements sont réalisés les mois suivants : un accueil / salle des catalogues à la sortie de l’escalier, des rayonnages métalliques dans les combles pour accueillir les collections de périodiques, l’installation du chauffage central dans l’ensemble du bâtiment et de sanitaires pour le personnel, ainsi que de 8 postes téléphoniques permettant au personnel de communiquer d’un étage à l’autre. Le conservateur fait aménager entièrement son bureau dans le goût Art déco. (...). Un inévitable lot d’aléas accompagne les deux années de travaux. (...). Néanmoins, la bibliothèque rouvre en janvier 1932. Le 15 janvier, le maire de Nancy, Marie-Joseph Malval (1866-1933), conduit avec le conservateur Jean Colin une visite inaugurale pour la presse et les officiels, au cours de laquelle le recteur, Louis Bruntz (1877-1944), souligne l’immense service rendu à la communauté universitaire par cette complète transformation du service municipal, alors même que la première pierre de la nouvelle bibliothèque universitaire sera posée en novembre de la même année par le président de la République Albert Lebrun.
L’ouverture au public a lieu le 28 janvier 1932. L’accès est toujours gratuit. L’accent promotionnel est mis sur le chauffage et l’éclairage des lieux, ainsi que la mise à disposition de nouveautés. Les horaires d’ouverture courent de 9 à 22 h, avec un service réduit entre 20 et 22 h aux usuels ou aux documents préalablement commandés par les lecteurs."
Quelques jours avant l'inauguration, l'Est républicain rappelle les différents projets d'aménagement depuis 1887, et les réalisations précédentes.
La bibliothèque n'a connu aucune destruction pendant les deux guerres mondiales.

### L'intégration à un réseau après la Seconde Guerre Mondiale
Les façades et toitures du bâtiment, ainsi que les deux grandes salles de lecture du premier étage, ont fait l'objet d'une inscription au titre des monuments historiques par un arrêté du 20 septembre 1946.

### L'essor des services numériques au début duXXIesiècle
Le début du XXIe siècle est marqué par la transition numérique, le développement des médiathèques, les services en ligne et l'intégration dans des réseaux.

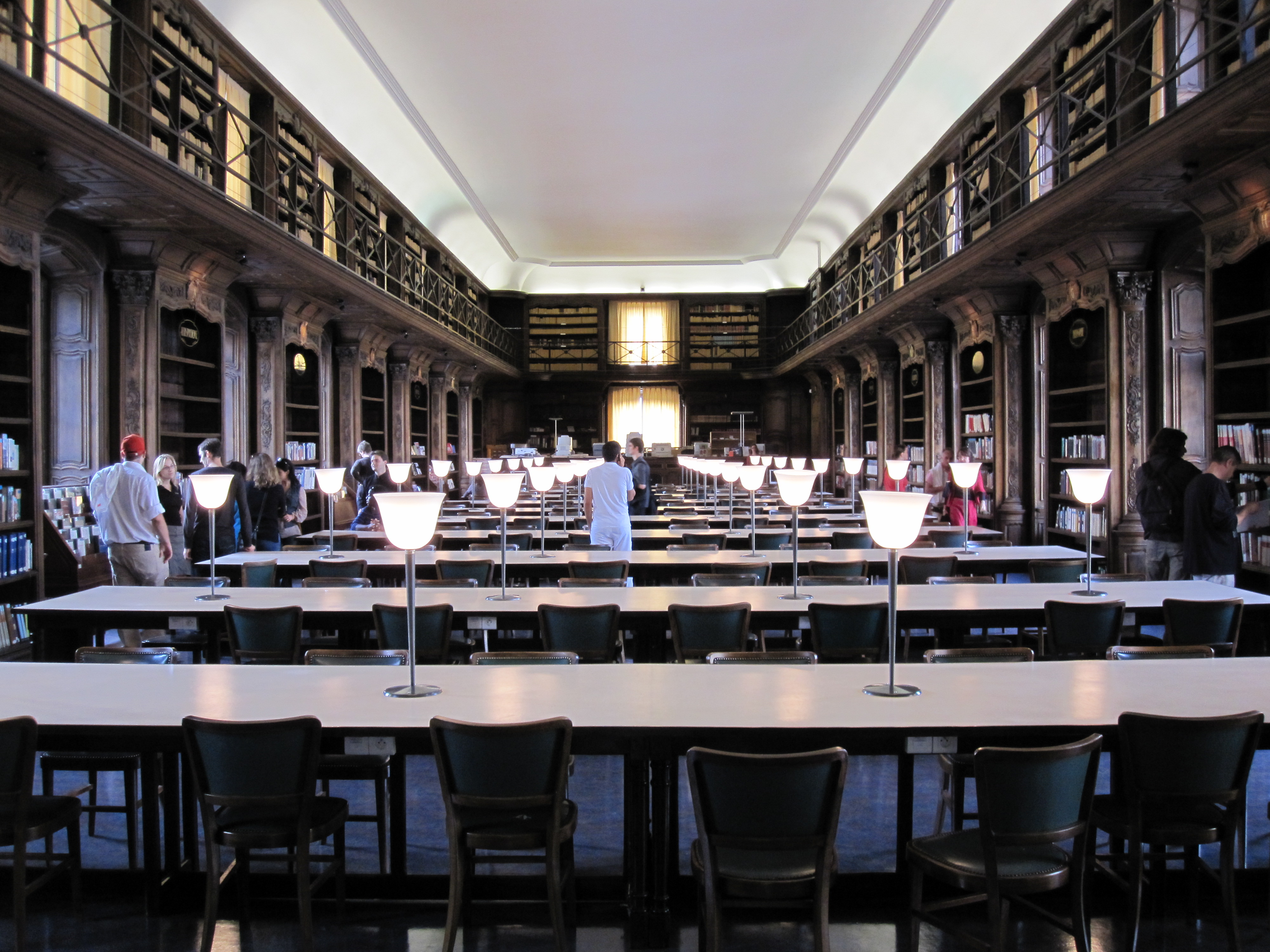
Salle de lecture.

Depuis 2014, la Bibliothèque municipale édite Épitomé et diffuse en ligne Les carnets d'Epitomé, carnet annuel consacré aux recherches sur l'histoire, les collections et les projets culturels de la bibliothèque.
Le service d'aide à la recherche et de reproduction à la demande (SARA), créé en 2020 lors de la pandémie de Covid-19 pour permettre aux chercheurs de continuer leurs travaux sans se déplacer, est devenu pérenne après la fin des restrictions sanitaires.

## Collections
La bibliothèque conserve un riche fonds encyclopédique, hérité de l'ambition de Stanislas d'en faire un établissement ouvert à l'instruction de tous.

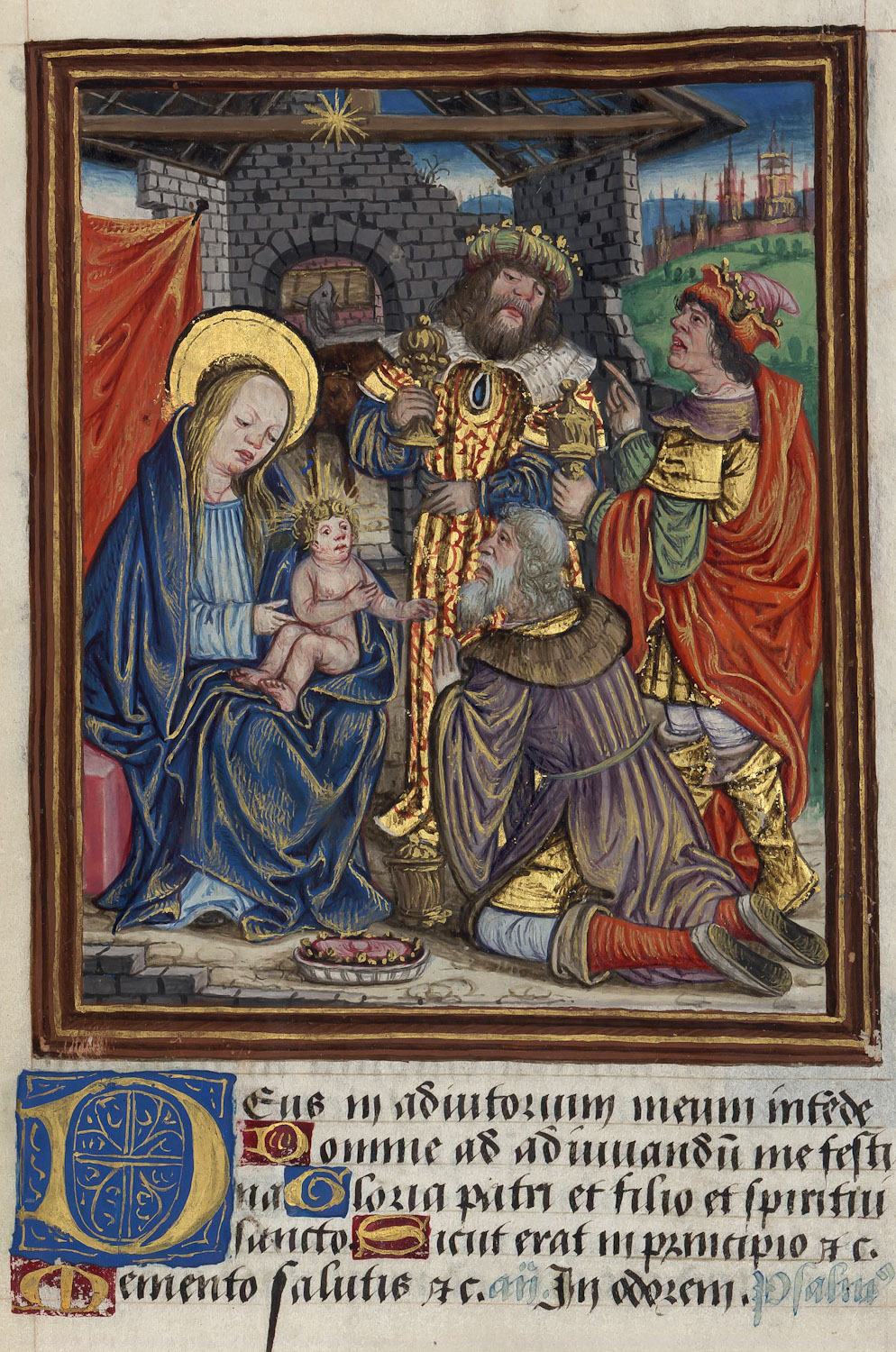
L'Adoration des Mages, Bibliothèque-médiathèque de Nancy, Ms. 1874 (fol. 29) ; livre d'heures de la Famille Des Fours.

### Fonds lorrain
Au début du XXIe siècle, elle abrite un fonds de référence sur l'histoire de la Lorraine et du duché de Lorraine, contenant également des manuscrits, estampes, cartes et plans.
Une base de données locale permet de parcourir les 4 000 périodiques lorrains conservés aux archives et bibliothèque municipales, aux archives départementales, à la bibliothèque diocésaine mais également à la bibliothèque municipale de Metz.
La bibliothèque municipale de Nancy est la bibliothèque habilitée à recevoir le dépôt légal imprimeur (DLI) en Lorraine.

### Fonds particuliers
À la demande du roi Stanislas, le grand bibliophile Józef Andrzej Załuski avait déposé une partie de ses livres à l'Académie de Stanislas lors de son admission comme associé étranger en 1756 ; le « Petit fonds Załuski », conservé à la bibliothèque municipale, a ainsi échappé aux destructions qui ont affecté la Bibliothèque Załuski en Pologne.
Le XIXe siècle est particulièrement marqué par les dons et legs faits à la bibliothèque de Nancy : 600 cartes du général Antoine Drouot en 1832, les 7 860 volumes de la bibliothèque de Georges Boulay de la Meurthe, conservés dans des salles qui lui sont entièrement dédiées, 10 000 thèses de l'Université de Strasbourg, les donations de la comtesse Sommariva, de Charles Mehl et d'Émile Gebhart. À sa mort en 1886, l'architecte nancéien Mathieu-Prosper Morey lègue un important fonds iconographique contenant ses albums de relevés archéologiques et autres bâtiments notamment réalisés au cours de ses voyages en Italie, en Grèce et en Asie mineure et lorsqu'il exerçait à Paris et à Nancy.

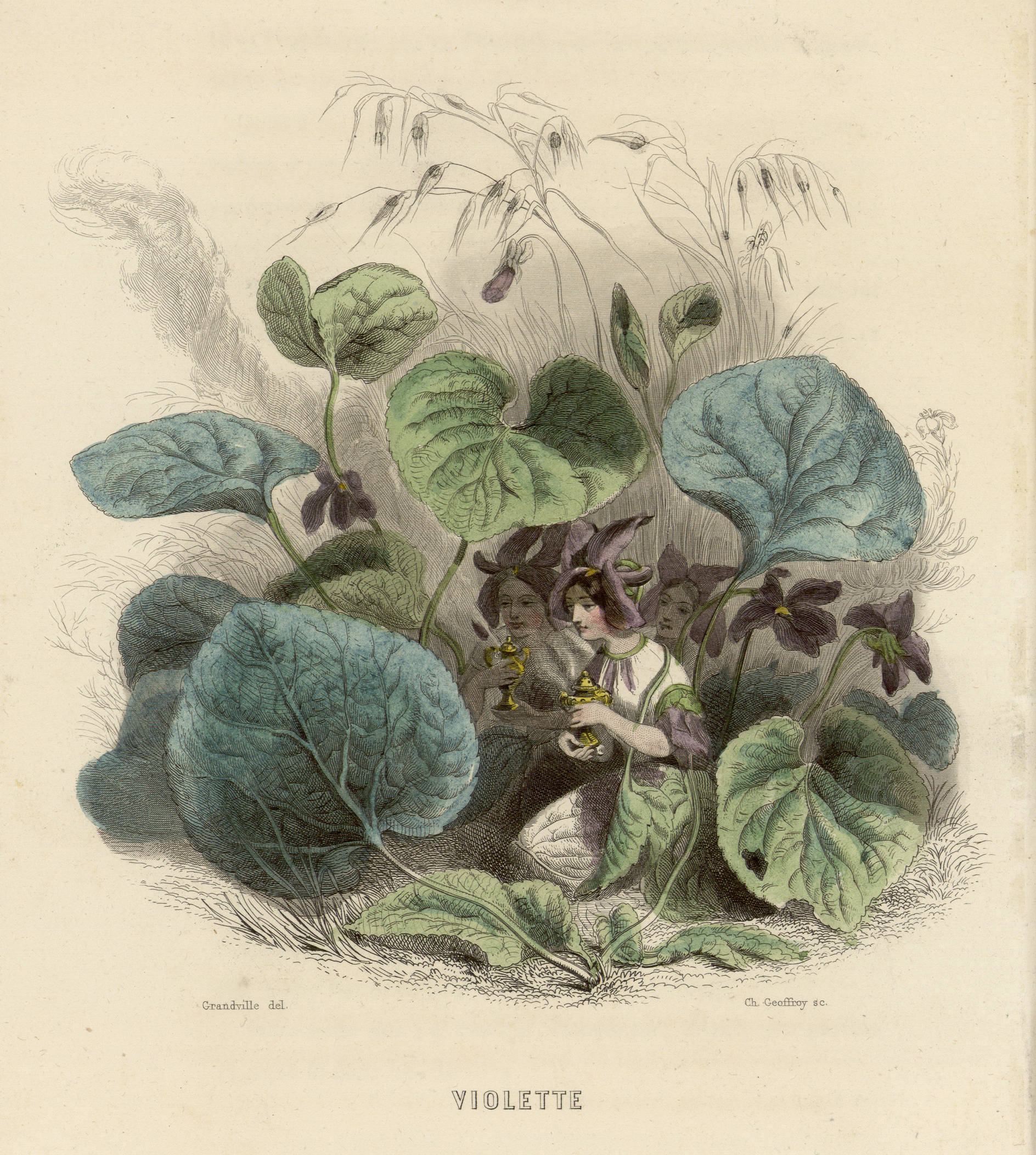
Violette, par Grandville, extrait des Fleurs animées. Première partie, Bibliothèques de Nancy

Les fleurons de la bibliothèque, les fonds Grandville, constitué de dessins originaux, et Jean-Baptiste Thiéry-Solet (livres lorrains, manuscrits et dessins de Grandville et de Jacques Callot), arrivent respectivement en 1893 et 1921. La bibliothèque municipale de Nancy possède en effet une collection majeure d'œuvres du dessinateur Grandville, à savoir plus de 700 dessins de l'artiste, 1000 estampes et 72 livres imprimés. Elle est notamment composée du legs Boidin, exécuteur testamentaire d'Armand Grandville, fils et héritier de l'artiste qui a légué les œuvres de son père à la ville de Nancy en les répartissant entre la bibliothèque municipale, le musée des Beaux-Arts et le Musée Lorrain. Une autre partie de la collection Grandville de la bibliothèque municipale de Nancy provient du très important fonds Thiéry-Solet, grand collectionneur lorrain, dont les héritiers ont fait don de la collection à la ville de Nancy en 1921. La collection fait aujourd'hui partie du fonds d'illustrateurs et de graveurs lorrains anciens et contemporains et est régulièrement enrichie par de nouveaux achats.
Pour le XXe siècle, il faut noter les fonds d'écrivains régionalistes tels que Émile Moselly et Robert Honnert, mais aussi celui du graveur Michel Jamar. La bibliothèque veille également à étoffer ses collections en procédant à des achats ciblés, ainsi le manuscrit de Jean d'Aucy en 1971.

## Associations en lien avec la bibliothèque

### Académie de Stanislas
Liée depuis l'origine à la bibliothèque municipale, l'Académie de Stanislas y tient encore ses séances et y a déposé son fonds d'archives et sa bibliothèque.

### Association française pour la connaissance de l'ex-libris (AFCEL)
L'Association française pour la connaissance de l'ex-libris (AFCEL), qui possède un fonds de dizaines de milliers de gravures, dispose d'un local à la bibliothèque municipale de Nancy de 1969 à 2016. Pour des raisons d'espace, elle est ensuite contrainte à établir son siège social à la bibliothèque bénédictine et municipale de l'Abbaye Saint-Michel de Saint-Mihiel dans la Meuse.

### Amis des Bibliothèques de Nancy (ABM)
"L’association « Amis des Bibliothèques de Nancy » a été créée le 29 août 2013, prenant la suite de l’association des Amis de la Bibliothèque municipale de Nancy, créée en mars 1970 et dissoute en 2012. (...). Elle a pour buts de participer à la valorisation du patrimoine nancéien que sont les bibliothèques de la ville, mais aussi de promouvoir la culture du livre en s’associant aux événements initiés par les Bibliothèques de Nancy."